# Безендорфер
Безендорфер је бренд клавира аустријског произвођача клавира Л. Безендорфер Клавирфабрик ГмбХ. Компанија је од 2008. године подружница у стопостотном власништву Корпорације Јамаха. Безендорфер бренд је оригиналан по својим моделима клавира са 97 и 92 дирке поред инструмената са стандардним клавијатурама са 88 дирки.

## Историја компаније
Компанију је основао Игњац Безендорфер 1828. године.
Године 1830. Безендорфер је добио статус званичног произвођача клавира код цара Аустрије.
Игњацов син Лудвиг Безендорфер (1835–1919) преузео је контролу 1859. године, а од 1860. је пословао из нових просторија. Лудвиг Безендорфер је отворио концертну дворану Сала Безендорфер која је између 1872. и 1913. године, била је једна од водећих концертних дворана у Бечу.
Компанију Безендорфер је 1909. купио Карл Хутерштрасер, а 1931. су је преузели његови синови Александар и Волфганг.
Године 1966, Корпорација Јаспер (касније преименована у Кимбал Интернационал), матична компанија Кимбал Пианоса, преузела је контролу над Безендорфером.
Године 2001. Безендорфер се вратио у аустријске руке, када га је купила БАВАГ ПСК Група.
Дана 21. децембра 2007. БАВАГ је потписао уговор о продаји 100% Безендорфера Корпорацији Јамаха.
Безендорфер наставља да прави ручно рађене клавире у истој бечкој фабрици. Скоро 300 комада врхунских клавира се производи сваке године.

## Карактеристике клавира
Безендорфер је био пионир у проширењу типичне клавијатуре од 88 дирки, креирајући Империјал Гранд (Модел 290), који има 97 дирки (осам октава). Феручо Бузони је првобитно наручио ову иновацију 1909. године као део прилагођеног клавира, пошто је желео да транскрибује комад за оргуље који се протеже до Ц испод стандардне клавијатуре. Ова иновација је функционисала тако добро да је овај клавир додат редовној понуди производа и брзо је постао један од најтраженијих модела клавира. Због успеха Модела 290, додатне жице су додате још неким Безендорферовим моделима клавира, попут Модела 225, који има 92 дирке. Додатна дирке, на крају баса клавијатуре, првобитно су биле сакривене испод панела са шаркама постављеним између конвенционалног ниског А клавира и левог крајњег образа како би се спречило да их случајно ударите током свирања; новији модели су изоставили овај уређај и једноставно имају горњу површину додатних горњих дирки обојених у мат црну уместо беле боје како би се разликовали од стандардних 88 дирки.
Безендорферов звук се обично описује као тамнији или богатији од чистијег, али са мање пуног звука од других клавира, попут Стајнвеј и синови или Јамаха. На Империјал Гранд моделима Безендорфера, овај карактеристичан тонски квалитет делимично произилази из девет додатних бас нота испод доњег А. Ове додатне дирке су првобитно додате да би пијанисти могли да свирају Бузонијеве транскрипције оргуља Ј. С. Баха, што је захтевало 32′ бас цеви (обично свирају на педалним оргуљама). Пошто врло мало друге музике директно користи додатне жице, оне обично доприносе звучном карактеру клавира, не директним свирањем, већ путем симпатичне резонанције, када се ударе друге жице у клавиру, дајући тону додатни волумен. Штавише, бас ноте Безендорфера, укључујући и додатне бас дирке, веома су моћне и дају додатни волумен.
Безендорфер Кун клавири долазе са 10 Сваровски кристала од оловног стакла уметнутих дуж челичне конструкције. Кун модел од милион долара има 72 кристала инсталирана испод жица.
Обод Безендорфер клавира је изграђен сасвим другачије од оног код свих других Гранд модела. Уместо фурнира савијених око форме, обод је израђен у чврстим профилима смрче и спојен заједно. Смрча боље преноси звук него што га рефлектује. Ово је можда разлог зашто Безендорфери имају тенденцију да имају деликатније високе тонове и бас који карактерише основни тон више од виших хармоника. Постоје и две друге карактеристике Безендорфера које поседује још само пар других брендова клавира:
1. капо д'астро трака, која се може уклонити у високим тоновима, која олакшава реконструкцију инструмента и која обезбеђује веће акустичко одвајање од плоче, чиме смањује тонске апсорпције;
2. једно-жичаност, која даје свакој жици сопствену чиоду на плочи уместо да је повезује са суседном жицом. Овај дизајн може мало побољшати стабилност подешавања и представља предност у случају кидања жице.[14]

Најновији развој у Безендорфер асортиману је ЦЕУС систем за репродукцију дигиталних клавира, који укључује компјутерски контролисан механизам који снима перформансе на дигитални медијима за складиштење (магнетни диск или меморијски чипови) и репродукује га. Неопходна опрема се може уградити на већину Безендорфер клавира. Тиме се омогућава директно снимање комада док се сви подаци о активности клавијатуре снимају као .boe фајл. Безендорфер користи свој властити дигитални формат за снимање покрета дирки и педала као дигиталне датотеке.

## Безендорфер модели данас
Бозендорфер данас прави осам модела клавира од 155 см до 290 см дужине и два вертикална клавира,120 см и 130 см висине. Империјал Гранд је један од највећих клавира на свету. Сваки нумерички Безендорферов модел директно одговара својој дужини у сантиметрима. На пример, модел 170 је дугачак 170 сантиметара. Следеће табеле описују тренутне Безендорфер моделе:

### Велики клавири
| Модел         | Дужина | Дирки |
| ------------- | ------ | ----- |
| 155           | 155 см | 88    |
| 170 ВЦ        | 170 см | 88    |
| 185 ВЦ        | 185 см | 88    |
| 200           | 200 см | 88    |
| 214 ВЦ        | 214 см | 88    |
| 225           | 225 см | 92    |
| 230 ВЦ        | 230 см | 88    |
| 280 ВЦ        | 280 см | 88    |
| 290 Империјал | 290 см | 97    |

### Усправни клавири
| Модел | Висина | Дирке |
| ----- | ------ | ----- |
| 120   | 120 см | 88    |
| 130   | 130 см | 88    |

### Серије Конзерватори
Како би привукао шире тржиште, Безендорфер је дизајнирао Серије Конзерватори (ЦС) за школе и универзитете који нису могли приуштити Безендорферове стандардне црне моделе клавира. Производња два клавира серије ЦС је бржа и јефтинија, и тако чини ове клавире приступачнијим од стандардних модела. Кућишта и рамови су сатенски, а не углачани.

### Специјална и ограничена издања
Безендорфер је произвео велики број специјално дизајнираних клавира названих по познатим композиторима као што су Франц Шуберт, Фредерик Шопен и Франц Лист, као и клавире дизајниране за посебне прилике, као што су 170. и 175. годишњица компаније Безендорфер.

#### СЕ репродукујући клавир
У време власништва Кимбал над брендом Безендорфера, компанија је направила и продала мали број клавира за аутоматску репродукцију 290СЕ. Ознака 'СЕ' се односила на Штанке Енџиниринг, чији је оснивач, Вејн Штанке, измислио овај механизам. Модел 290 је био опремљен електроником и механиком за снимање на магнетну траку и репродукцију путем електро-механичког активирања клавира. Након објављивања оперативног система Микрософт Виндоус 3.1, 290СЕ је могао да се прикључи на лични компјутер ради снимања, уређивања и репродукције. Систем 290СЕ је постао први комерцијално доступан компјутерски контролисани „клавир за свирање“ који је могао прецизно да репродукује и ноте и интензитет свирања извођача. Овај систем није даље развијан, нити је патентиран због високе цене. Конкуренти су убрзо представили патентиране технологије репродукције клавира као што је Јамаха Дисклавиер из 1982. године.
Тридесет седам модела СЕ је произведено између 1984. и 1986. године, укључујући клавире 225СЕ, 275СЕ и 290СЕ Империјал. У опсегу 290, ово је укључивало неке конверзије од 290 до 290СЕ, док су једну трећину производње чинили 290СЕ.

### Дизајнерски модели
Безендорфер производи ограничен број Артисан модела годишње, од којих је сваки доступан за наручивање само током календарске године у којој је развијен. Пример дизајнерског модела је Безендорфер Сваровски Кристал Гранд клавир. Три од ових специјалних клавира произведени су 2003. године у част Безендорферове 175. годишњице. Свако кућиште клавира је опточено са 8000 кристала и слојева злата. 
Три значајна архитекта који су дизајнирали моделе клавира Безендорфер су Теофил Фрајхер фон Ханзен (1866), Јозеф Хофман (1909) и Ханс Холајн (1990). Постојала су само два модела Ханс Холајн 225 произведена 1990. године; један се може наћи у салону хотела Гранд Бохемиан у Орланду на Флориди.

## Пијанисти који су свирали на Безендорфер клавирима
Међу првим уметницима који су били повезани са Безендорфером био је Франц Лист, који је бар једном изнео мишљење да су Безендорфер и Бехштајн клавири једини инструменти који могу да издрже његову изузетно моћну свирку, иако је купио и званично одобрио клавире Стајнвеј и синови. Чувени амерички композитор и диригент двадесетог века Леонард Бернштајн такође је свирао на Безендорферу. Још један велики пијаниста који је заговарао Безендорфер клавире био је Вилхелм Бакхаус.
У својим мемоарима, Артур Рубинштајн приповеда да је инсистирао на Бехштајн клавиру уместо Безендорферу, пре свог солистичког наступа у Аустрији. Након наступа, тадашњи шеф компаније Безендорфер дошао је у бекстејџ да упозна овог младог уметника који је одбио да свира клавир који је веома ценио његов руски имењак Антон Рубинштајн. Артур Рубинштајн тврди да је након тог сусрета увек тражио Безендорфере клавире када је наступао у Аустрији. Оба Рубинштајна су свирали клавире Стајнвеј и синови у Сједињеним Државама.
Крајем 1970-их, након концерта одржаног у Бечу, џез пијаниста Оскар Петерсон обратио се свом импресарију Норману Гранцу са речима: „Проклетство, Нормане, где иде ова кутија? И ја морам да имам тако нешто!" Таква је била његова реакција када је свирао клавир модела Безендорфер 290. Музичар/комичар Виктор Борге је такође свирао на Безендорфер клавирима.

#### Запажени пијанисти који су свирали Безендорфер клавире:
- Руски пијаниста Свјатослав Рихтер (који је у каснијим годинама изабрао да промовише Јамаху тврдећи да има пожељнији звук и контролу клавира).[28]
- Мађарски пијаниста Андраш Шиф.
- Аустријски пијаниста Алфред Брендел.
- Италијански пијаниста Артуро Бенедети Микеланђели.
- Америчка фри џез пијанисткиња Сесил Тејлор.
- Америчка кантауторка Тори Ејмос.[29]
- Немачки пијаниста Волфганг Рубсам.
- Аустријски пијанисти Фридрих Гулда, Валтер Клиен и Пол Бадура-Шкода.[30]
- Британски пијанисти Лион Меколи и Марк Гасер.[31]
- Ирски пијаниста Џон О'Конор.
- Украјинска пијанисткиња Валентина Лисица.
- Џез певачице/пијанистке Нина Симоне и Ширли Хорн свирале су на Безендорферу много пута током своје каријере.
- Џез пијаниста Кит Џарет је извео соло импровизације у Келнској опери (Келн, 24. јануар 1975) на Безендорферу. Џарет је 1981. почео да користи клавире Стајнвеј и синови.[32]

#### Неки извођачи популарне музике који су свирали на Безендорфер клавирима:
- Петер Бенце је користио Безендорфер 290 Империал за снимање обраде песме "Африка" групе Тото.
- Ричард Клајдерман је користио Безендорфер за своје снимке.
- Елвис Костело у свом албуму Откуцај сат (Punch the Clock).
- Оскар Петерсон је користио Бeyендорфер скоро искључиво од 1977. до 2006. године.
- Брајан Меј и Фреди Меркјури из групе Квин су користили Безендорфер клавир у песми Флаш.
- Питер Габријел у свом албуму Ап.
- Рик Рајт је свирао на Безендорферовом клавиру песму „Луди дијамант (Део 8)“ (енгл. Shine On You Crazy Diamond) са албума Пинк Флојд, Волео бих да си ту.
- Роџер Вотерс је одабрао Безендорферов клавир на дисковима Дезерт Ајланд Дискс.
- Рик Естли је свирао на клавиру Безендорфер у видео клипу Плачи за помоћ (енгл. Cry for Help).
- Грчки композитор Вангелис користио је Безендорферов клавир на својим албумима Небо и пакао (1975) и Кина (1979).
- Певачица и текстописац Тори Амос је снимала и била на турнеји искључиво са Безендорферовим клавирима од 1993. године.[33]
- Метју Белами из рок групе Музе користи Безендорфер.[34]
- Пит Таунсенд из рок бенда Д Ху је свирао великог Безендорфера у песми "Ко си ти" (енгл. Who Are You).